# Выстрел в темноте
«Выстрел в темноте» (англ. A Shot In The Dark) — американская детективная комедия 1964 года. Второй фильм режиссёра Блейка Эдвардса из серии о «Розовой Пантере». Питер Селлерс вновь исполняет роль французского инспектора Клузо, комический образ которого не изменился после первого фильма.

## Сюжет
В загородном доме произошло убийство — на рубашке погибшего найдены следы губной помады, на пистолете — отпечатки пальцев, а над подушкой витает аромат духов, принадлежащих красавице Марии Гамбрелли. Сомнений нет — она убийца! Вот только неунывающий инспектор Клузо уверен — всё не так просто, как кажется. Он освобождает Марию из заключения и начинает за ней следить, попутно осознавая, что владелец особняка, где произошло убийство, знает о трагедии гораздо больше, чем говорит…

## В ролях
- Питер Селлерс — инспектор Жак Клузо
- Эльке Зоммер — Мария Гамбрелли
- Герберт Лом — комиссар Шарль Дрейфус
- Джордж Сандерс — Бенджамин Баллон
- Бёрт Квок — Като
- Трейси Рид — Доминик Баллон
- Энн Линн — Дуду
- Дэвид Лодж — Джорджес
- Дуглас Уилмер — Генри ЛяФарж
- Мартин Бенсон — Морис
- Морис Кауфмнн — Пьер
- Мойра Редмунд — Симон
- Ванда Годсэлл — мадам ЛяФарж
- Грэм Старк — Эркюль ЛяДжой

## Разное
Фильм был выпущен спустя всего несколько месяцев после появления первой картины. Первоначально в нём отсутствовал инспектор Клузо, а картина должна была стать экранизацией пьесы Марселя Ашара «Идиот». Однако Блейк Эдвардс и Уильям Питер Блэтти решили, что сюжет идеально подходит для новой истории об инспекторе Клузо и переписали сценарий с участием героя.
В этой картине Селлерс наделил своего персонажа утрированным французским акцентом, чтобы было проще распознать происхождение инспектора. Также в фильме впервые появляется его начальник, комиссар Дрейфус (в исполнении Герберта Лома), а также его слуга Като, которого сыграл Бёрт Квок.